# Rolandshütte
Die Rolandshütte war ein Hüttenwerk im heutigen Siegener Stadtteil Weidenau im Siegerland.
Im Jahr 1867 wurde die Rolandshütte durch Siegerländer Unternehmer und Bremer Finanziers gegründet. Bis 1875 wurden in der Nähe des Weidenauer Bahnhofs zwei Hochöfen in Betrieb genommen. Diese erreichten bald Produktionen von 100 t am Tag. 1898 übernahm die Hüttengesellschaft die Eiserfelder Grube Gilberg an den Hängen des gleichnamigen Berges und die dazugehörende Haardter Hütte mit einer Tagesproduktion von 30 t.
Die Besitzer der Rolandshütte wechselten mehrfach, bis das Hochofenwerk Lübeck AG 1914 erst die Hütte und ein Jahr später ihre Aktien erwarb. Im Jahr 1924 wurde der Betrieb erstmals eingestellt. Ein Jahr später eröffnete man die Hütte als Versuchsanlage neu. 1929 wurde der Betrieb endgültig aufgegeben, 1931 folgte der Abbruch der Hüttenanlagen.
Bis zur Inbetriebnahme der Feldbahn mit einer Spurbreite von 700 mm im Jahr 1886 erfolgte der Transport der Schlacke mit Fuhrwerken zu einer Halde. Die Bahn überquerte die Sieg und die Sandstraße und beförderte noch glühende Schlacke zur Halde, die sich im heutigen Industriegebiet Herrenwiese befand. Neben der Bahn entstand eine Fabrik zur Herstellung von Schlackensteinen, da die räumlichen Verhältnisse für die Lagerung von Schlacke beengt waren.